# Saint-Amans-Soult
 Saint-Amans-Soult  (en occitano Sant Amanç) es una población y comuna francesa, ubicada en la región de Mediodía-Pirineos, departamento de Tarn, en el distrito de Castres y cantón de Saint-Amans-Soult.

## Demografía
| 1716 | 1732 | 1717 | 1634 | 1677 | 1672 |
| Para los censos de 1962 a 1999 la población legal corresponde a la población sin duplicidades (Fuente: INSEE [Consultar]) |      |      |      |      |      |

## Orígenes del Nombre
El nombre de la localidad es un epónimo que refiere al estratega militar Jean-de-Dieu Soult. En reconocimiento de sus logros, se decidió cambiar el nombre del antiguo pueblo Saint-Amans-La-Bastide, lugar de nacimiento del personaje antes mencionado.